# جيمس ملفين واشنطن
جيمس ملفين واشنطن (بالإنجليزية: James Melvin Washington)‏ هو مؤرخ أمريكي، ولد في 24 أبريل 1948، وتوفي في 3 مايو 1997.